# الحبيب الشطي
الحبيب الشطي (1916-1991)، هو الحبيب بن الحاج خليفة الشطي، مناضل ورجل سياسة.
ولد بمساكن يوم 9 أوت 1916. زاول تعليمه الابتدائي بمسقط رأسه مساكن وفي مرحلة ثانية بالمدرسة الصادقية بتونس العاصمة. دخل الميدان الصحفي سنة 1937 وكتب بجريدة الزهرة ثم تولى رئاسة تحرير جريدة الصباح اليومية منذ نشأتها سنة 1951. ساهم في النضال الوطني ضد الاستعمار الفرنسي واعتقل سنة 1952 و1955. تولى إدارة ديوان رئيس الوزراء الطاهر بن عمار. واختير في عام 1955 مديرا للإعلام في أول وزارة تونسية تكونت بعد الاستقلال الداخلي. ومن سنة 1958 إلى سنة 1972 تولى مهام سفير للبلاد التونسية في عدة دول. ثم تولى في بداية السبعينات إدارة ديوان رئيس الدولة الحبيب بورقيبة. وفي 14 جانفي سنة 1974 عُيّن وزيرا للخارجية التونسية وبقي في منصبه إلى 24 جانفي سنة 1977. تولّي أيضا رئاسة مجلس بلدية مساكن بين 1975 و1980.

## الأمانة العامةلمنظمة المؤتمر الإسلامي
انتخب بالإجماع أمينا عاما لمنظمة المؤتمر الإسلامي في أكتوبر 1979 –ومقرّها جدّة بالمملكة العربية السعودية- وبقي في المنصب إلى سنة 1984. ومن نشاطه عقد مؤتمري قمّة أوّلهما بمكة المكرمة سنة 1981 وثانيهما بالدار البيضاء سنة 1984. كما عقد ما لايقلّ عن عشرة مؤتمرات لوزراء الخارجية. وبعث أثناء فترته عدّة مؤسسات متخصصة في الميادين السياسية والاقتصادية والثقافية والعلمية. والمشهور عنه أيضا خلال توليه أمانة المؤتمر الإسلامي محاولاته الصلحية بين العراق وإيران في بداية الحرب التي دارت بينهما، واشتهرت أحاديثه مع الإمام الخميني (زعيم الثورة الإيرانية التي أطاحت بالشاه إمبراطور إيران). تولّى منذ 1984 رئاسة جمعية الإسلام والغرب ومقرها باريس.

## مؤلفاته
كانت له مساهمات في النهضة الثقافية بالبلاد التونسية. وزيادة على نشاطه الصحفي فقد اشترك في ترجمة كتاب أفريقيا الشمالية تسير للمؤرخ الفرنسي شارل أندري جوليان. وأصدر كتابا جمع فيه مختلف خطبه التي ألقاها وهو رئيس منظمة المؤتمر الإسلامي وأطلق عليه عنوان الأمّة الإسلامية في مواجهة تحدّيات العصر-خطب وكلمات-، نشر المجموعة السعودية للأبحاث والتسويق، جدة. وفي آخر حياته كتب مذكّرات شخصيّة تحدث فيها عن تجاربه الوطنيّة والعالميّة، وسمّى الجزء الأول منها «من مساكن إلى جربة». ومما جاء في مذكّراته رؤيته إلى الوَحدة مع ليبيا وخاصّة أنّه كان طرفا فاعلا –إلى جانب الوزير الأول الهادي نويرة- في إيقاف المعاهدة المبرمة بين الرئيسين الحبيب بورقيبة ومعمر القذافي الوحدويّة بجربة المؤرخة بـ12جانفي 1974. ومنها أيضا حديثه عن تجربته الصّلحية بين إيران والعراق... ولا شك أنّ طبع هذه المذكّرات مفيد جدّ نظرا لخبراته وتجاربه في الميدان السياسي داخليا وخارجيا.

## وفاته
توفّي الحبيب الشطي يوم الأربعاء 6 مارس 1991 بمستشفى لابيتيي سالباتريار بباريس إثر عملية جراحية على القلب المفتوح. وأعيد جثمانه إلى تونس ودفن بمقبرة سيدي عبد العزيز بالمرسى.

## روابط خارجية
- الحبيب الشطي على موقع مونزينجر (الألمانية)